# Lycurus
Lycurus  es un género de planta con flor,  gramínea,   perteneciente a la familia de las poáceas. Es originaria del sur de EE. UU., Hawái hasta el norte tropical de América del Sur.

## Descripción
son plantas perennes cespitosas. Tallos con numerosos nudos. Vainas carinadas; la lígula es una membrana; láminas lineares, dobladas. Inflorescencia una panícula densa espiciforme, terminal o axilar, portando espiguillas pareadas, a veces solitarias o raramente en tríadas, desigualmente pediceladas, raramente ambas sésiles; espiguillas desarticulándose con los pedicelos adheridos, también tardíamente desarticulándose arriba de las glumas; espiguilla superior generalmente bisexual, a veces estaminada o raramente estéril; espiguilla inferior bisexual, estaminada o estéril. Espiguillas con 1 flósculo, sin una extensión de raquilla, lateralmente comprimidas, inconspicuamente carinadas; glumas subiguales, más cortas que el flósculo. Fruto una cariopsis; embrión c. 1/2 la longitud de la cariopsis; hilo punteado. 

## Taxonomía
El género fue descrito por Carl Sigismund Kunth y publicado en Nova Genera et Species Plantarum (quarto ed.) 1: 141. 1815[1816].
Etimología
Lycurus: nombre genérico que deriva de las pablabras griegas lukos (lobo) y oura (cola), en alusión a la inflorescencia.

## Especies
- Lycurus alopecuroides
- Lycurus brevifolius
- Lycurus muticus
- Lycurus phalaroides
- Lycurus phleoides
- Lycurus schaffineri
- Lycurus schaffneri
- Lycurus setosus